# 川崎市立高津中学校
川崎市立高津中学校（かわさきしりつたかつちゅうがっこう）は、神奈川県川崎市高津区久本3丁目にある公立中学校。

## 沿革
出典
- 1947年（昭和22年）
  - 5月5日 - 高津小学校校舎12教室を借用し、川崎市立高津中学校として開校。開校時点の生徒数594名、学級数12、職員数14名、用務員2名。
  - 6月25日 - 校章制定。
  - 7月1日 - 川崎市久本72番地に移転し、2棟使用。高津中学校後援会結成。
- 1949年（昭和24年）
  - 5月1日 - 川崎市久本200番地に運動場開設。
  - 7月1日 - 高津中学校PTA結成。
- 1951年（昭和26年）9月1日 - 川崎市立橘高等学校移転に伴い、全校舎使用。
- 1953年（昭和28年）4月1日 - 橘中学校新設に伴い、学区の一部（新作、末長、千年）を分離。
- 1955年（昭和30年）9月 - 校旗制定。
- 1956年（昭和31年）4月1日 - 西高津中学校新設に伴い、学区の一部（久地、宇奈根、二子、下作延、溝口の一部）を分離。
- 1957年（昭和32年）3月5日 - 校歌制定。
- 1958年（昭和33年）
  - 6月14日 - 第一期工事完成。鉄筋三階建（調理室1、美術室1、被服室・洗濯室1）。この日（6月14日）を開校記念日に制定。
  - 9月1日 - 特殊学級開設（7名）。
- 1959年（昭和34年）
  - 4月13日 - 第二期工事完工。鉄筋三階建（普通教室9、用務員室1、二階建便所、昇降口、下足置場1）。
  - 4月15日 - 新校舎にて授業開始（3学年全学級、1学年2学級）。
- 1961年（昭和36年）
  - 4月1日 - 高津中学養護分校発足（4学級32名・職員5名）。
  - 8月22日 - プール開設。
- 1962年（昭和37年）4月1日 - 養護分校が独立。
- 1966年（昭和41年）2月1日 - 体育館完工。
- 1967年（昭和42年）11月18日 - 創立20周年記念式典挙行。
- 1974年（昭和49年）
  - 10月18日 - 校庭散水器取付け工事完了。
  - 10月19日 - 体育館への渡り廊下改修工事完了。
- 1976年（昭和51年）
  - 4月1日 - 校長室移動工事完了。旧校長室が事務センターに。
  - 11月 - 保健室改修工事完了。宿直室撤去。
- 1977年（昭和52年）
  - 2月18日 - 創立30周年の生徒用ロッカー搬入完了。防球ネット完工。
  - 11月9日 - 創立30周年記念式典挙行。記念誌刊行。
- 1979年（昭和54年）3月 - 理科室改修工事完了。
- 1980年（昭和55年）
  - 3月 - 便所水洗工事完了。
  - 6月 - 相談室（別棟）工事完了。
- 1981年（昭和56年）3月 - 移動教室（二階建）設置。
- 1983年（昭和58年）3月 - 移動教室（二階建）設置。
- 1984年（昭和59年）
  - 1月24日 - 校長室改修工事完成。
  - 4月 - 東高津中学校分離独立。
- 1985年（昭和60年）3月 - 新体育館完成。
- 1986年（昭和61年）3月 - 金工・木工室落成。
- 1988年（昭和63年）
  - 4月 - 特殊学級開設。
  - 11月1日 - 新校舎落成。
  - 11月7日 - 新校舎に引越し。
- 1989年（平成元年）
  - 1月 - 旧校舎取りこわし。
  - 3月4日 - 創立40周年並びに新校舎落成記念式典挙行し、記念誌刊行。
- 1990年（平成2年）3月31日 - 校庭整備完了。
- 1991年（平成3年）
  - 3月6日 - LL教室設置完了。
  - 7月 - 日時計設置（校舎北側）。
  - 11月 - コンピュータ室設置完了。
- 1996年（平成8年）
  - 8月8日 - 創立50周年テーマ「未来に生きる高津の伝統」校舎に設置。
  - 11月 - 創立50周年記念事業として、水飲み場・足洗い場設置完了。
  - 12月7日 - 創立50周年記念式典挙行。記念誌「はばたき」刊行。
- 2007年（平成19年）
  - 7月3日 - 創立60周年記念行事として音楽際をミューザ川崎にて開催。
  - 9月8日 - 創立60周年記念行事として体育祭を開催。
  - 10月27日 - 創立60周年記念行事としてふれあいフェスティバルと文化祭を開催。同日、創立60周年記念誌「はばたき」刊行。
- 2013年（平成25年）4月1日 - かわさき共生＊共育プログラム研究協力校に指定。
- 2014年（平成26年）4月1日 - 防災教育研究推進校に指定。
- 2017年（平成29年）11月23日 - 創立70周年記念式典挙行。
- 2024年（令和6年）8月30日 - 体育館雨漏り。

## 通学区域
出典
- 高津区
  - 坂戸1丁目（18番を除く）
  - 坂戸3丁目（1番）
  - 下作延2丁目（1番～30番、31番(1号、5号、7号、10号、12号、15号、17号、33号、48号～51号、54号、55号)）
  - 諏訪1丁目（全域）
  - 諏訪2丁目（全域）
  - 諏訪3丁目（全域）
  - 瀬田（全域）
  - 久本1丁目（全域）
  - 久本2丁目（全域）
  - 久本3丁目（全域）
  - 二子3丁目（全域）
  - 二子4丁目（全域）
  - 二子5丁目（全域）
  - 二子6丁目（全域）
  - 溝口1丁目（全域）
  - 溝口3丁目（1番～3番）

## 特色
- 放課後、特定非営利活動法人高津総合型スポーツクラブSELFが、学校の体育館・グラウンド・武道館で活動する。
- 多様性を尊重する。LGBTQIA+配慮する

## 周辺
- 川崎市立久本小学校 - 進学前小学校でかつ、同一敷地内。なお、本校所在住所は「3丁目11番2号」で、小学校所在住所は「3丁目11番3号」である。
- 川崎市立高津高等学校 - 同一敷地内。なお、本校所在住所は「3丁目11番2号」で、高校所在住所は「3丁目11番1号」である。
- 川崎市立中央支援学校
- 南武沿線道路
- JR東日本南武線

## アクセス
- 東急バス（一般路線バス・高速新横溝口線[4]）・川崎市営バス「高津中学校入口」バス停から、徒歩約550m・約8分。
  - なお、「高津中学校入口」バス停から、中学校敷地まで、直線距離は約310mだが、道路と校門との位置関係で、若干の遠回りとなる。
- JR東日本南武線武蔵溝ノ口駅から、徒歩約1.1km・約17分。
- 東急電鉄田園都市線・大井町線溝の口駅（東口）から、徒歩約1.2km・約18分。

## 出身者
- 市原隼人（俳優）
- 篠原梨菜（TBSアナウンサー）